# اس‌اس آمریکا (۱۸۶۹)
اس‌اس آمریکا (۱۸۶۹) (به انگلیسی: SS America (1869)) کشتی که طول آن ۳۶۳ فوت (۱۱۱ متر) می باشد. این کشتی در سال ۱۸۶۹ ساخته شده است.